# Teenage Jesus & the Jerks
Teenage Jesus and the Jerks è stato un gruppo musicale statunitense appartenente alla scena musicale della no wave newyorchese di cui è considerato il fulcro principale.
Il gruppo venne formato nel 1976 dalla cantante e chitarrista allora non ancora diciottenne Lydia Lunch e dal sassofonista James Chance. Il loro stile era un'esasperazione del punk ed i brani erano brevi e suonati volutamente in maniera approssimativa.

## Formazione
- Lydia Lunch
- James Chance
- Reck
- Bradley Field
- Gordon Stevenson
- Jim Sclavunos

## Discografia

### Raccolte
- 1996 - Everything